# Arctotis stoechadifolia
Arctotis stoechadifolia es una especie de planta herbácea perteneciente a la familia Asteraceae. Es endémica de Sudáfrica. 

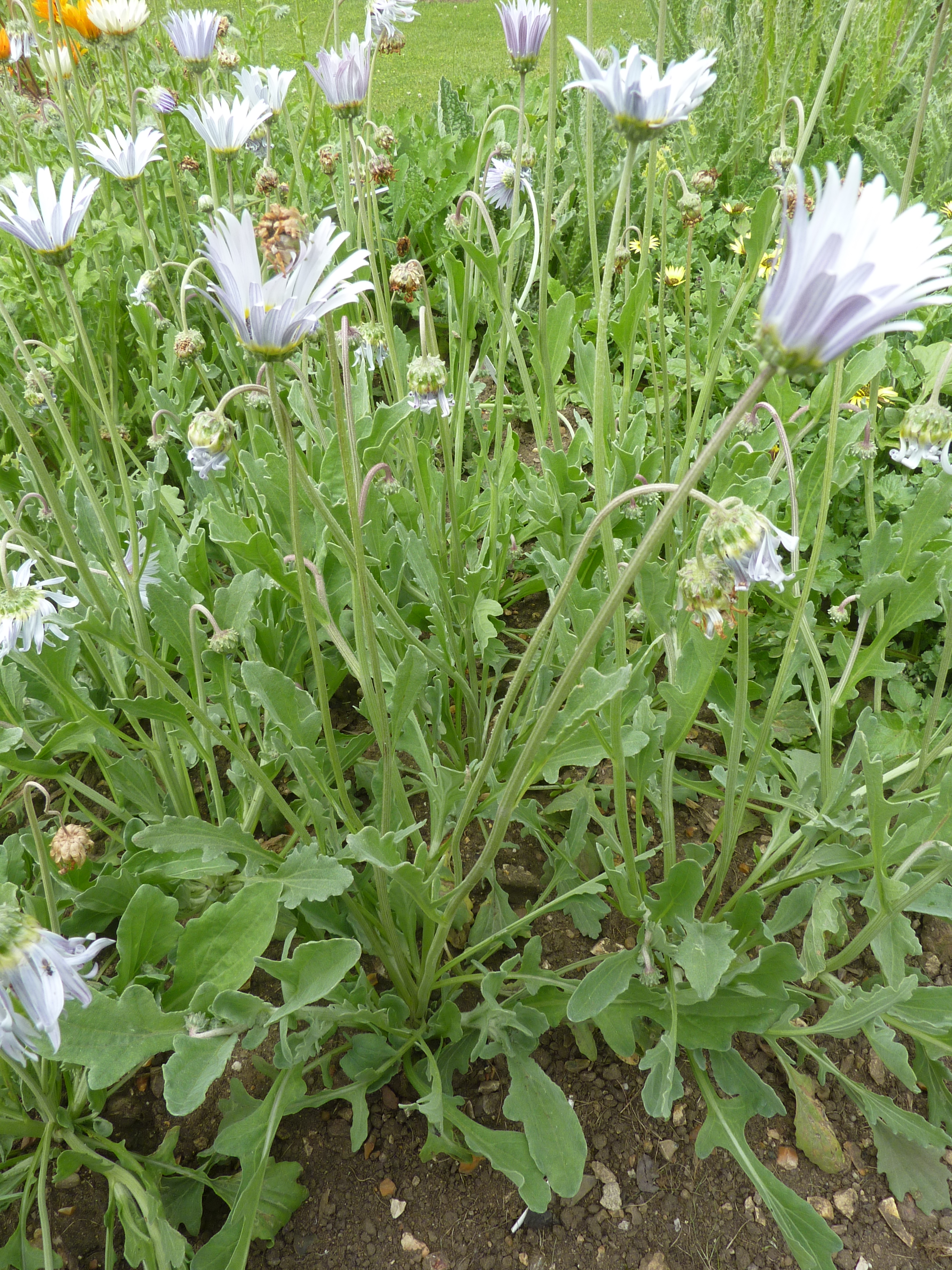
Vista de la planta

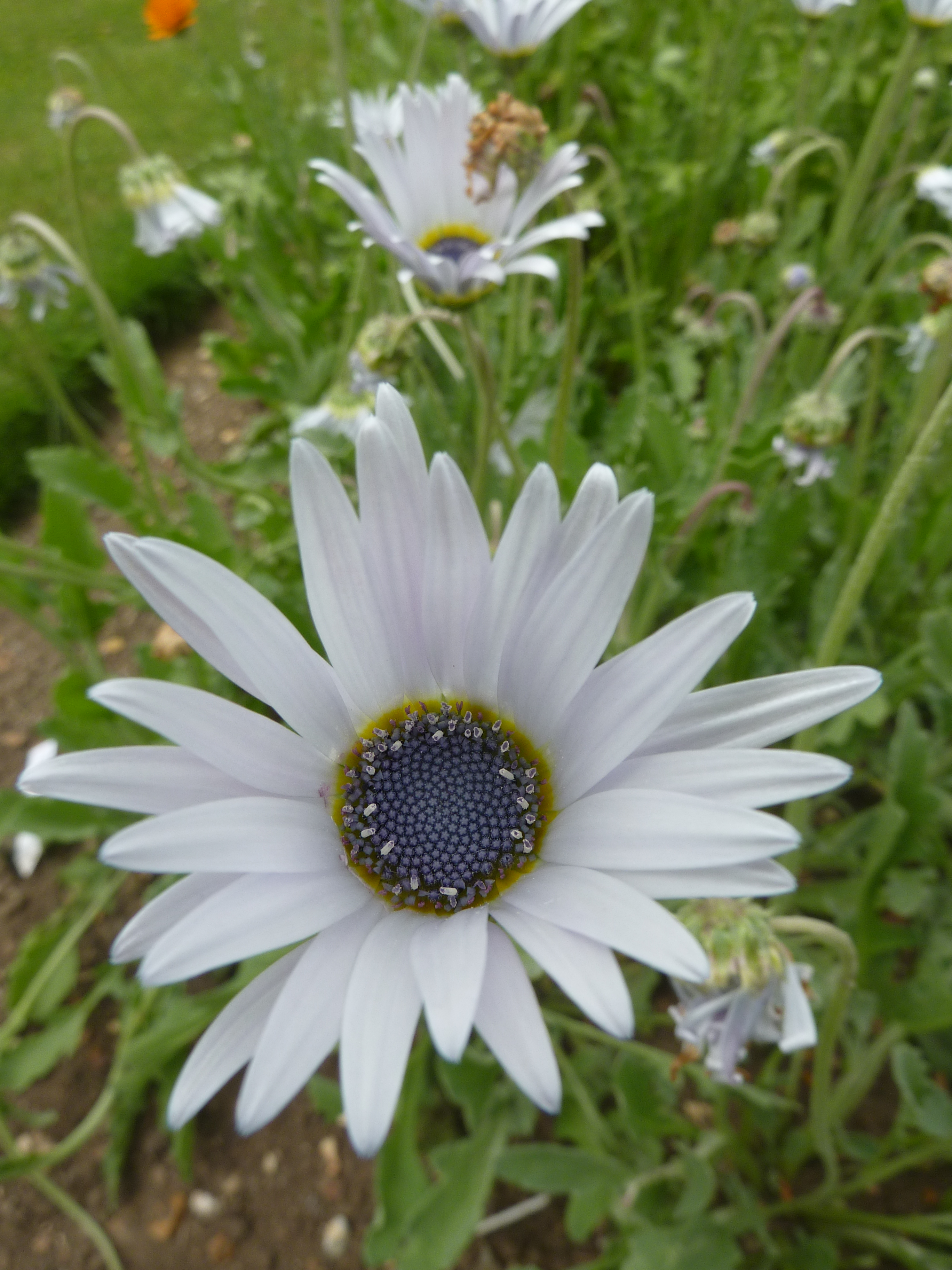
Flor

## Descripción
Es una planta perenne con tallos lanosos y aromáticos, las hojas son lobuladas, con forma de violín. Las cabezas de las flores tienen muchos rayos florales de color blanco cremoso o bronce con las superficies inferiores de lavanda o rosa  a rojizo y el centro del disco lleno de pétalos de color púrpura. El fruto es una duro aquenio con un mechón de pelos como plumas en un extremo y una serie de vilano por el otro.

## Hábitat y distribución
Cada vez es menos común en su área de distribución natural a lo largo de la costa occidental de Sudáfrica, pero al mismo tiempo, cada vez es abundante en otras áreas del mundo con climas similares, tales como California y la costa de Australia, donde se ha escapado de los jardines de convertirse en una maleza nociva. Esta es una popular planta ornamental en las zonas de clima adecuado, que se cultiva como una cobertura del suelo por su follaje plateado y vistosas flores de margaritas. Es adaptable a las condiciones y muchas veces se utiliza como estabilizador del suelo en las zonas de erosión. 

## Taxonomía
Arctotis stoechadifolia fue descrita por Nils Tycho Norlindh y publicado en Svensk Bot. Tidskr. lxi. 24 (1967).
Sinonimia
- Arctotis decumbens Thunb. (1799)
- Arctotis grandis Thunb. (1799)
- Arctotis rosea Less.[2]